# スルタン・アブドゥル・サマド・ビル
スルタン・アブドゥル・サマド・ビル（マレー語: Bangunan Sultan Abdul Samad）は、マレーシアの首都クアラ・ルンプールに英国の植民時代から建っている建物である。マレーシアの独立が宣言された広場、ムルデカ・スクエアに面して建っており、クアラルンプールの中心とみなされている。クアラ・ルンプール「泥（lumpur）が合流する場所（kuala）」の由来になったゴンバック川とクラン川の合流地点にも近い。

## 概要

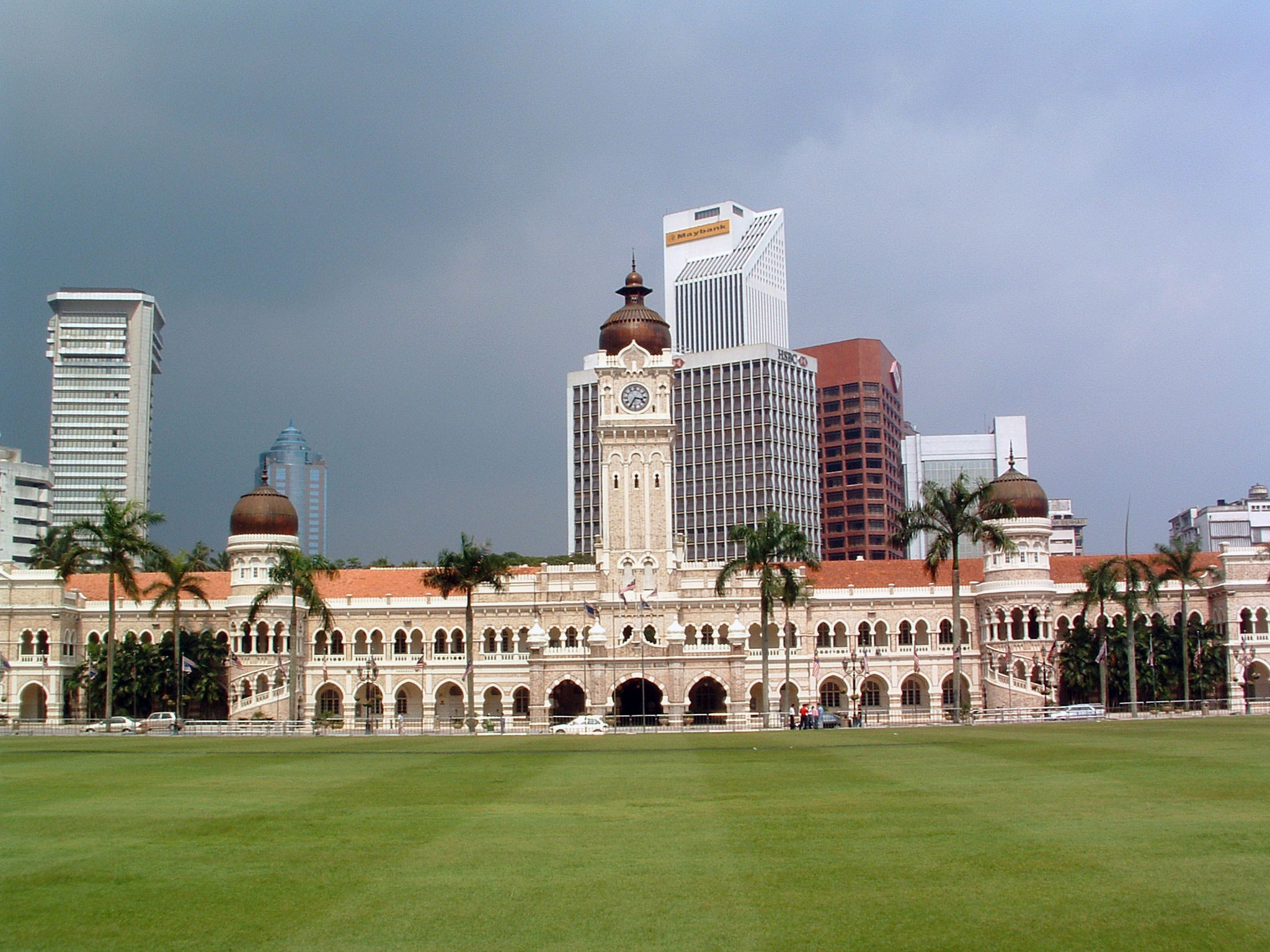
独立広場から見たスルタン・アブドゥル・サマド・ビル

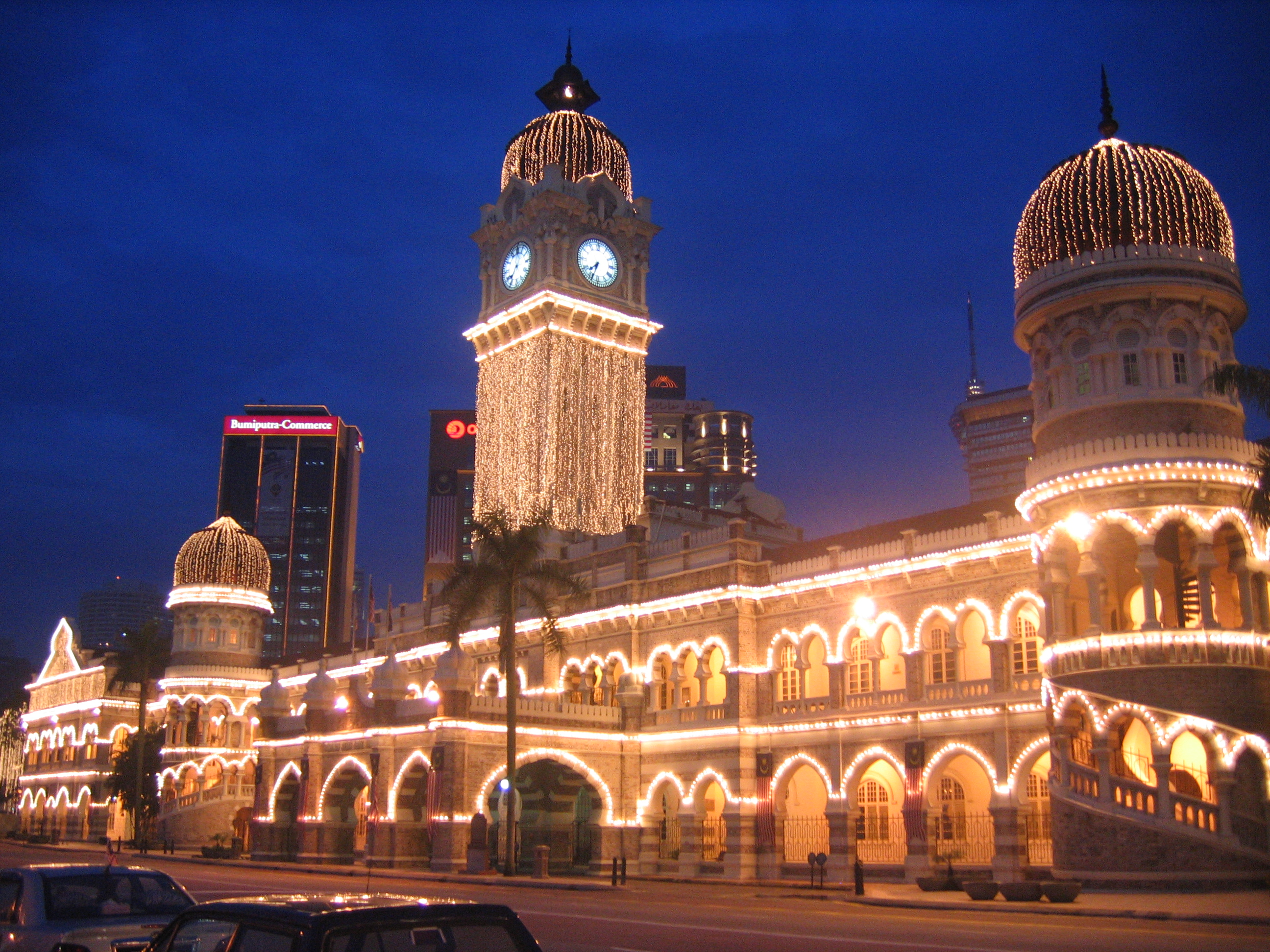
マレーシアの独立記念日8月31日の夜のライトアップ

建物は英国の植民地政府の庁舎として建てられた。1894年10月6日に礎石が設置され、1897年4月4日に完成した。当時は簡潔に「Government Offices」 と呼ばれていたという。建物正面の幅は137.2m
、建物には3つの塔があってそのうち中央にある一番高い時計塔の高さは41.2m、延べ床面積は4208.5m2である。マレーシア独立後はマレーシア政府の庁舎となり、有名なスルタン「en:Abdul Samad of Selangor」にちなんで現在の名称となった。館内には織物博物館がありマレーシア国内の伝統的な織物などが展示されている。

## 交通
スルタン・アブドゥル・サマド・ビルはクラン川の左岸に立地するマスジット・ジャメ駅から直線距離では300m程度である。しかしマスジット・ジャメ駅からスルタン・アブドゥル・サマド・ビルへはクラン川とゴンバック川を渡る必要があり橋が架かっている場所まで迂回しなければならない。

## 被災
1971年にクアラ・ルンプールは記録的な豪雨に襲われ酷い水害が発生した。その際にゴンバック川沿いに立地するスルタン・アブドゥル・サマド・ビルも被害を受けた。この時の被害の修復に6年の工期と1億7200万リンギッの費用がかかった。